# (22478) 1997 EM48
1997 إي أم 48 (ويعرف أيضًا باسم (22478) 1997 إي أم 48 وفق تسمية الكوكب الصغير) (بالإنجليزية: 1997 EM48)‏؛ هو كويكب ضمن حزام الكويكبات.
اكتُشف هذا الجُرم الفلكي بواسطة إيريك والتر إلست في 11 مارس 1997، وترتيبه 22478 من حيث الاكتشاف.

## الوصف
اكتُشف 224781997EM في 11 مارس 1997 في مرصد لاسيلا، الواقع في صحراء أتاكاما، إقليم كوكيمبو في تشيلي، بواسطة عالم الفلك البلجيكي إيريك والتر إلست. وقد رصد المشروع 1,029 مشاهدة للكويكب إلى غاية 7 أكتوبر 2021 بتوقيت منطقة المحيط الهادئ، أي في مدة قدرها 10,754 يومًا (29.5 عام). تستغرق الفترة المدارية للكويكب 1,500 يومًا (4.1 عام).

## الخصائص المدارية
يتميز مدار هذا الكويكب بنصف محور رئيسي يبلغ 2.56 وحدة فلكية، وحضيض قدره 1.96 وحدة فلكية، وانحراف قدره 0.237 وزاوية ميلان 4.63 درجة بالنسبة لمسار الشمس. بسبب هذه الخصائص، أي نصف المحور الرئيسي بين 2 و3.2 وحدة فلكية وحضيض أكبر من 1,666 وحدة فلكية، يُصنف هذا الجُرم الفلكي وفقًا لقاعدة بيانات مختبر الدفع النفاث لأجرام النظام الشمسي الصغيرة كائنًا من حزام الكويكبات الرئيسي.

## الخصائص الفيزيائية
يُقدر القدر المطلق (H) لـ224781997EM بـ14.82 ووضاءته بـ0.354، مما يمكِّن تقدير قطره بـ 2.687كم. استُخلصت هذه النتائج بفضل ملاحظات مستكشف الأشعة تحت الحمراء عريض المجال (WISE)، وهو مرصد فضائي أمريكي وُضع في المدار في عام 2009 ويراقب السماء بأكملها بالأشعة تحت الحمراء، في عام 2011، نُشرت النتائج الأولى المتعلقة بالكويكبات من الحزام الرئيسي.

## وصلات خارجية
- (22478) 1997 EM48 في قاعدة بيانات مختبر الدفع النفاث لأجرام النظام الشمسي الصغيرة

- الاكتشاف · مخطط المدار ·  العناصر المدارية · المعلمات المادية

- (22478) 1997 EM48 على موقع ويكي سكاي: DSS2, SDSS, GALEX, IRAS, Hydrogen α, X-Ray, Astrophoto, Sky Map, Articles and images